# Gitana (yacht, 1876)
Pour les articles homonymes, voir Gitana.
La Gitana est un yacht à vapeur commandé par Julie de Rothschild au chantier britannique Thornycroft, et mis à l'eau en 1876. Revendu en 1902 à Robert Thorens, l'un de ses matelots, il porte ensuite le nom de Minerve jusqu'à son naufrage dans le lac Léman en novembre 1913.

## Histoire

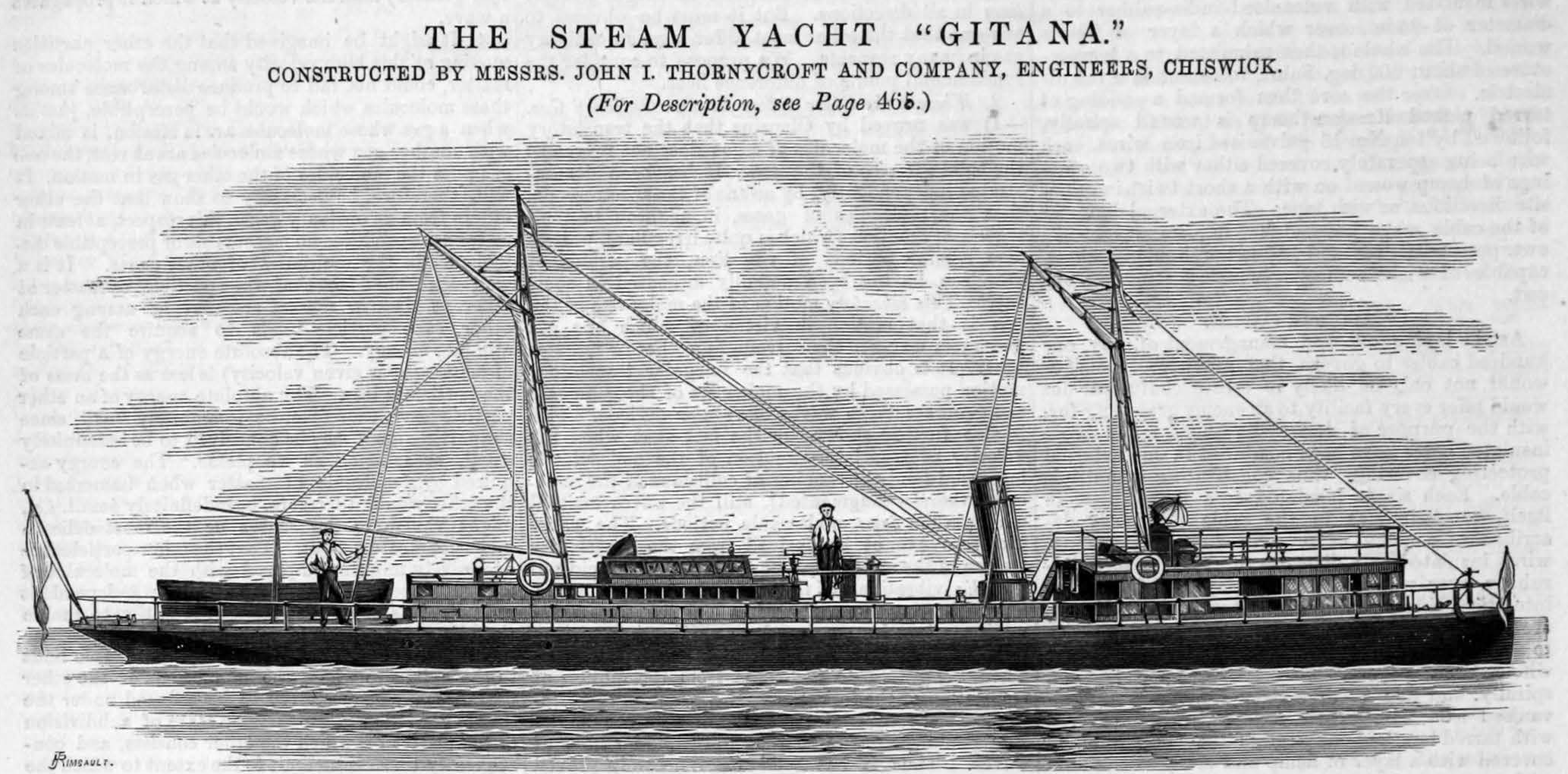
Esquisse du Gitana dans le périodique anglais Engineering du 1876-12-1.

Julie de Rothschild était surnommée la « Gitane » : un clin d'œil à l'apparence et l'état d'esprit anticonformistes qu'elle cultivait. Éprise de vitesse, elle commande au chantier anglais John I. Thornycroft & Company un bateau à vapeur qu'elle baptise « Gitana ». Le bateau est construit en Angleterre et acheminé en pièces détachées par le rail aux chantiers de la Compagnie générale de navigation (CGN) à Morges en Suisse, où il est assemblé.
Lors de son inauguration le 21 septembre 1876, la Gitana pulvérise le record de vitesse sur le lac Léman avec une pointe à 20,5 noeuds (38 km/h). C'est ainsi que ce premier Gitana, long de 24,5 mètres, fait de Julie de Rothschild la « yachting lady » la plus rapide du monde.
Revendu en 1902 à Robert Thorens, l'un de ses matelots, le steamer sombre dans le lac en novembre 1913 un jour de violent orage, à la hauteur de Corzent (actuel quartier de Thonon-les-Bains).

## Postérité
La ville de Bellevue en Suisse a conservé le nom de « Port-Gitana » pour son accès au lac Léman.
Ce premier Gitana inspira Edmond de Rothschild qui nomme son voilier Gitana III dans les années 1960 et ranime la passion familiale pour les yachts de luxe et la course nautique. Benjamin de Rothschild poursuit la lignée avec les voiliers de course du Gitana Team à partir de 2000.